# 拉赫尼夫卡 (赫梅利尼茨基州)
48°49′25″N 26°48′16″E / 48.82361°N 26.80444°E
拉赫尼夫卡（羅馬化：Rakhnivka）是位於烏克蘭西部赫梅利尼茨基州裏卡緬涅茨-波多利斯基區的杜納伊夫齊市鎮的村莊，始建於1662年，面積1.42平方公里，海拔高度320米，2001年人口843，人口密度每平方公里593.2人。